# Campeonato Europeu de Atletismo em Pista Coberta de 2011 - 800 m masculino
A prova dos 800 metros masculino do Campeonato Europeu de Atletismo em Pista Coberta de 2011 foi disputada entre 4 e 6 de março de 2011 na AccorHotels Arena em Paris, França.

## Recordes
Antes desta competição, os recordes mundiais e do campeonato nesta prova eram os seguintes:
|                       | Nome             | Nacionalidade | Tempo     | Local | Data               |
| --------------------- | ---------------- | ------------- | --------- | ----- | ------------------ |
| Recorde mundial       | Wilson Kipketer  | Dinamarca     | 1m 42s 67 | Paris | 9 de março de 1997 |
| Recorde do campeonato | Paweł Czapiewski | Polónia       | 1m 44s 78 | Viena | 3 de março de 2002 |
| Recorde europeu       | Wilson Kipketer  | Dinamarca     | 1m 42s 67 | Paris | 9 de março de 1997 |

## Medalhistas
| Ouro               | Prata                    | Bronze            |
| Adam Kszczot (POL) | Marcin Lewandowski (POL) | Kevin López (ESP) |

## Resultados

### Bateria
Qualificação: 2 atletas de cada bateria  (Q) mais os  2 melhores qualificados (q).  
Bateria 1
| Posição. | Raia | Atleta             | Nacionalidade | Tempo   | Notas |
| -------- | ---- | ------------------ | ------------- | ------- | ----- |
| 1        | 4    | Marcin Lewandowski | Polónia       | 1:48.81 | Q     |
| 2        | 5    | Mario Scapini      | Itália        | 1:48.92 | Q     |
| 3        | 6    | David Bustos       | Espanha       | 1:49.04 | q     |
| 4        | 3    | Darren McBrearty   | Irlanda       | 1:49,74 | q     |
| 5        | 2    | Andreas Rapatz     | Áustria       | 1:49.96 |       |

Bateria 2
| Posição. | Raia | Atleta             | Nacionalidade | Tempo   | Notas |
| -------- | ---- | ------------------ | ------------- | ------- | ----- |
| 1        | 4    | Robin Schembera    | Alemanha      | 1:50.54 | Q     |
| 2        | 2    | Luis Alberto Marco | Espanha       | 1:50.71 | Q     |
| 3        | 3    | Tamás Kazi         | Hungria       | 1:50.85 |       |
| 4        | 5    | Thomas Roth        | Noruega       | 1:51.91 |       |
| 5        | 6    | Raphael Pallitsch  | Áustria       | 1:52.19 |       |

Bateria 3
| Posição. | Raia | Atleta             | Nacionalidade | Tempo   | Notas |
| -------- | ---- | ------------------ | ------------- | ------- | ----- |
| 1        | 6    | Adam Kszczot       | Polónia       | 1:51.02 | Q     |
| 2        | 1    | Hamid Oualich      | França        | 1:51.13 | Q     |
| 3        | 5    | Sebastian Keiner   | Alemanha      | 1:51.26 |       |
| 4        | 4    | Brice Etès         | Mónaco        | 1:51.75 |       |
| 5        | 3    | Cristian Vorovenci | Roménia       | 1:51.83 |       |
| 6        | 2    | Daryl Vassallo     | Gibraltar     | 2:02.41 |       |

Bateria 4
| Posição. | Raia | Atleta              | Nacionalidade | Tempo   | Notas |
| -------- | ---- | ------------------- | ------------- | ------- | ----- |
| 1        | 6    | Oleksandr Osmolovyč | Ucrânia       | 1:50.99 | Q     |
| 2        | 5    | Andrew Osagie       | Reino Unido   | 1:51.09 | Q     |
| 3        | 4    | Anis Ananenka       | Bielorrússia  | 1:51.10 |       |
| 4        | 2    | Ivan Tuchtačev      | Rússia        | 1:51.11 |       |
| 5        | 3    | Halit Kiliç         | Turquia       | 1:53.33 |       |

Bateria 5
| Posição. | Raia | Atleta           | Nacionalidade | Tempo   | Notas |
| -------- | ---- | ---------------- | ------------- | ------- | ----- |
| 1        | 2    | Kevin López      | Espanha       | 1:50.15 | Q     |
| 2        | 6    | Joe Thomas       | Reino Unido   | 1:50.29 | Q     |
| 3        | 3    | Stepan Poistogov | Rússia        | 1:50.59 |       |
| 4        | 5    | Andreas Bube     | Dinamarca     | 1:53.18 |       |
| –        | 4    | Vitalij Kozlov   | Lituânia      | –       | DNF   |

### Semifinal
Qualificação: classificaram-se  os 3 melhores de cada bateria (Q). 
Semifinal 1
| Posição. | Raia | Atleta           | Nacionalidade | Tempo   | Notas |
| -------- | ---- | ---------------- | ------------- | ------- | ----- |
| 1        | 4    | Andrew Osagie    | Reino Unido   | 1:49.02 | Q     |
| 2        | 3    | Adam Kszczot     | Polónia       | 1:49.38 | Q     |
| 3        | 5    | Kevin López      | Espanha       | 1:49.53 | Q     |
| 4        | 1    | Mario Scapini    | Itália        | 1:49.57 |       |
| 5        | 2    | Darren McBrearty | Irlanda       | 1:49.78 |       |
| 6        | 6    | David Bustos     | Espanha       | 1:50.46 |       |

Semifinal 2
| Posição. | Raia | Atleta              | Nacionalidade | Tempo   | Notas |
| -------- | ---- | ------------------- | ------------- | ------- | ----- |
| 1        | 5    | Luis Alberto Marco  | Espanha       | 1:50.60 | Q     |
| 2        | 3    | Marcin Lewandowski  | Polónia       | 1:50.75 | Q     |
| 3        | 4    | Robin Schembera     | Alemanha      | 1:50.78 | Q     |
| 4        | 2    | Hamid Oualich       | França        | 1:50.86 |       |
| 5        | 6    | Oleksandr Osmolovyč | Ucrânia       | 1:51.00 |       |
| 6        | 1    | Joe Thomas          | Reino Unido   | 1:51.44 |       |

### Final
A final foi realizada às 15:45 no dia 6 de março de 2011.  
| Posição.          | Raia | Atleta             | Nacionalidade | Tempo   | Notas |
| ----------------- | ---- | ------------------ | ------------- | ------- | ----- |
| Medalha de ouro   | 2    | Adam Kszczot       | Polónia       | 1:47.87 |       |
| Medalha de prata  | 3    | Marcin Lewandowski | Polónia       | 1:48.23 |       |
| Medalha de bronze | 5    | Kevin López        | Espanha       | 1:48.35 |       |
| 4                 | 6    | Andrew Osagie      | Reino Unido   | 1:48.50 |       |
| 5                 | 1    | Luis Alberto Marco | Espanha       | 2:00.58 |       |
| –                 | 4    | Robin Schembera    | Alemanha      | DNF     |       |

Legenda
| Recorde mundial       | Recorde mundial (World record)               |                       | Recorde africano                      | Recorde africano (African) |                                           | Q | Classificado por posição (Qualified) |
| Recorde do campeonato | Recorde do campeonato (Championship record)  | Recorde da América    | Recorde da América (Americas)         | q                          | Classificado por melhor tempo (Qualified) |   |                                      |
| Melhor marca do ano   | Melhor marca do ano (World leading)          | Recorde asiático      | Recorde asiático (Asian)              | DNS                        | Não largou (Did not start)                |   |                                      |
| Recorde nacional      | Recorde nacional (National record)           | Recorde europeu       | Recorde europeu (European)            | DNF                        | Não terminou (Did not finish)             |   |                                      |
| Recorde pessoal       | Recorde pessoal do atleta (Personal best)    | Recorde da Oceania    | Recorde da Oceania (Oceania)          | DSQ / DQ                   | Desclassificado (Disqualified)            |   |                                      |
| Recorde da temporada  | Recorde da temporada do atleta (Season best) | Recorde sul-americano | Recorde sul-americano (South America) | NM                         | Sem marca (No mark)                       |   |                                      |